# Украина на зимних Олимпийских играх 2014
Украина принимала участие в зимних Олимпийских играх 2014 года, которые проходили в Сочи (Россия) с 7 по 23 февраля, где её представляли 43 спортсменов в девяти видах спорта. На церемонии открытия Олимпийских игр флаг Украины несла лыжница Валентина Шевченко, а на церемонии закрытия — биатлонистка, двукратная призёрка Олимпийских игр в Сочи, Вита Семеренко.
По итогам зимних Олимпийских играх 2014 украинские олимпийцы повторили лучшее выступление на зимних играх двадцатилетней давности: 1 золотая и 1 бронзовая медаль. Впервые были завоёваны две медали в биатлоне на одной Олимпиаде. Вита Семеренко принесла Украине первую медаль Игр в Сочи, завоевав «бронзу» в спринте. 21 февраля олимпийскими чемпионками стали Валя Семеренко, Юлия Джима, Елена Пидгрушная и Вита Семеренко, одержав победу в эстафете.
19 февраля спортсмены из команды Украины обратились в МОК с просьбой разрешить спортсменам надеть траурные повязки из-за гибели людей при столкновениях в Киеве, но получили отказ. Также спортсмены выступили с открытым письмом, в котором выразили свои соболезнования погибшим. 22 февраля лыжница Марина Лисогор была исключена из состава участников Олимпийских игр после того как в её допинг-пробе был обнаружен запрещённый препарат — триметазидин.

## Медали
| Золото |                                                           |                             |            |
| №      | Спортсмены                                                | Вид спорта (дисциплина)     | Дата       |
| 1      | Вита Семеренко Юлия Джима Валя Семеренко Елена Пидгрушная | Биатлон (женщины, эстафета) | 21 февраля |
| Бронза |                                                           |                             |            |
| №      | Спортсмены                                                | Вид спорта (дисциплина)     | Дата       |
| 1      | Вита Семеренко                                            | Биатлон (женщины, спринт)   | 9 февраля  |

## Состав и результаты

### Биатлон
Основываясь на выступлениях на чемпионатах мира по биатлону 2012 и 2013, Украина квалифицировала 5 мужчин и 6 женщин.
Мужчины
| Соревнование         | Спортсмены                                                    | Стрельба | Время     | Место |
| -------------------- | ------------------------------------------------------------- | -------- | --------- | ----- |
| Спринт               | Андрей Дериземля                                              | 0+1      | 25:29,0   | 22    |
| Спринт               | Артём Прима                                                   | 0+1      | 25:57,6   | 32    |
| Спринт               | Сергей Семёнов                                                | 1+0      | 26:10,4   | 41    |
| Спринт               | Сергей Седнев                                                 | 1+0      | 26:16,8   | 44    |
| Гонка преследования  | Андрей Дериземля                                              | 0+0+1+2  | 36:21,5   | 36    |
| Гонка преследования  | Сергей Семёнов                                                | 0+2+1+0  | 36:48,1   | 39    |
| Гонка преследования  | Артём Прима                                                   | 0+1+2+1  | 37:39,3   | 44    |
| Гонка преследования  | Сергей Седнев                                                 | 1+0+1+1  | 39:33,8   | 54    |
| Индивидуальная гонка | Сергей Семёнов                                                | 1+0+0+0  | 51:07,9   | 9     |
| Индивидуальная гонка | Андрей Дериземля                                              | 0+2+1+0  | 54:40,0   | 46    |
| Индивидуальная гонка | Дмитрий Пидручный                                             | 1+0+1+1  | 55:53,4   | 55    |
| Индивидуальная гонка | Артём Прима                                                   | 3+1+0+3  | 58:35,2   | 81    |
| Эстафета             | Дмитрий Пидручный Андрей Дериземля Артём Прима Сергей Семёнов | 0+7      | 1:14:21,1 | 9     |

Женщины
| Соревнование         | Спортсмены                                                | Стрельба | Время     | Место                |
| -------------------- | --------------------------------------------------------- | -------- | --------- | -------------------- |
| Спринт               | Вита Семеренко                                            | 0+0      | 21:28,5   | (недоступная ссылка) |
| Спринт               | Валя Семеренко                                            | 0+1      | 21:44,9   | 12                   |
| Спринт               | Елена Пидгрушная                                          | 0+1      | 22:12,8   | 26                   |
| Спринт               | Юлия Джима                                                | 1+2      | 22:55,5   | 42                   |
| Гонка преследования  | Валя Семеренко                                            | 1+0+0+0  | 30:23,6   | 5                    |
| Гонка преследования  | Вита Семеренко                                            | 0+1+1+0  | 30:40,3   | 10                   |
| Гонка преследования  | Елена Пидгрушная                                          | 0+0+0+1  | 31:54,2   | 22                   |
| Индивидуальная гонка | Юлия Джима                                                | 0+1+0+0  | 45:49,9   | 7                    |
| Индивидуальная гонка | Елена Пидгрушная                                          | 0+0+0+1  | 45:59,5   | 8                    |
| Индивидуальная гонка | Валя Семеренко                                            | 1+0+1+0  | 47:28,2   | 19                   |
| Индивидуальная гонка | Вита Семеренко                                            | 0+0+0+3  | 48:29,2   | 29                   |
| Масс-старт           | Елена Пидгрушная                                          | 0+0+0+0  | 36:37,1   | 7                    |
| Масс-старт           | Валя Семеренко                                            | 0+0+2+0  | 37:03,5   | 12                   |
| Масс-старт           | Вита Семеренко                                            | 0+0+1+0  | 37:16,1   | 16                   |
| Масс-старт           | Юлия Джима                                                | 0+0+2+2  | 38:10,8   | 22                   |
| Эстафета             | Вита Семеренко Юлия Джима Валя Семеренко Елена Пидгрушная | 0+5      | 1:10:02,5 | 1                    |

Смешанная эстафета
| Соревнование       | Спортсмены                                                      | Стрельба | Время     | Место |
| ------------------ | --------------------------------------------------------------- | -------- | --------- | ----- |
| Смешанная эстафета | Наталья Бурдыга Мария Панфилова Андрей Дериземля Сергей Семёнов | 1+8      | 1:12:05,2 | 7     |

### Горнолыжный спорт
Мужчины
| Соревнование      | Спортсмены   | Скоростной спуск/ 1 спуск | Скоростной спуск/ 1 спуск | Слалом/ 2 спуск | Слалом/ 2 спуск | Всего   | Место |
| Соревнование      | Спортсмены   | Время                     | Место                     | Время           | Место           | Всего   | Место |
| ----------------- | ------------ | ------------------------- | ------------------------- | --------------- | --------------- | ------- | ----- |
| Супергигант       | Дмитро Мыцак | н/д                       | н/д                       | н/д             | н/д             | 1:28,51 | 52    |
| Гигантский слалом | Дмитро Мыцак | 1:34,22                   | 67                        | 1:37,18         | 64              | 3:11,40 | 60    |
| Слалом            | Дмитро Мыцак | 1:01,57                   | 72                        | DSQ             | DSQ             | DSQ     | DSQ   |

Женщины
| Соревнование      | Спортсмены        | Скоростной спуск/ 1 спуск | Скоростной спуск/ 1 спуск | Слалом/ 2 спуск | Слалом/ 2 спуск | Всего   | Место |
| Соревнование      | Спортсмены        | Время                     | Место                     | Время           | Место           | Всего   | Место |
| ----------------- | ----------------- | ------------------------- | ------------------------- | --------------- | --------------- | ------- | ----- |
| Супергигант       | Богдана Мацьоцька | н/д                       | н/д                       | н/д             | н/д             | 1:31,58 | 27    |
| Гигантский слалом | Богдана Мацьоцька | 1:25,25                   | 48                        | 1:25,28         | 45              | 2:50,53 | 43    |

### Лыжное двоеборье
| Соревнование        | Спортсмены      | Прыжки с трамплина | Прыжки с трамплина | Лыжная гонка | Лыжная гонка | Лыжная гонка | Итоговое время | Место |
| Соревнование        | Спортсмены      | Результат          | Место              | Гандикап     | Результат    | Место        | Итоговое время | Место |
| ------------------- | --------------- | ------------------ | ------------------ | ------------ | ------------ | ------------ | -------------- | ----- |
| Нормальный трамплин | Виктор Пасичник | 112,1              | 27                 | +1:18        | 26:13,5      | 42           | 27:31,5        | 42    |
| Большой трамплин    | Виктор Пасичник | 104,6              | 20                 | +1:38        | 23:59,6      | 31           | 25:37,6        | 30    |

### Лыжные гонки
Мужчины
Дистанционные гонки
| Соревнование              | Спортсмены         | Результат | Место |
| ------------------------- | ------------------ | --------- | ----- |
| 15 км классическим стилем | Алексей Красовский | 44:35,4   | 69    |

Спринт
| Соревнование     | Спортсмены                         | Квалификация | Квалификация | Четвертьфинал        | Четвертьфинал        | Четвертьфинал        | Полуфинал            | Полуфинал            | Полуфинал            | Финал                 | Финал                 | Итоговое место |
| Соревнование     | Спортсмены                         | Результат    | Место        | Заезд                | Результат            | Место                | Заезд                | Результат            | Место                | Результат             | Место                 | Итоговое место |
| ---------------- | ---------------------------------- | ------------ | ------------ | -------------------- | -------------------- | -------------------- | -------------------- | -------------------- | -------------------- | --------------------- | --------------------- | -------------- |
| Спринт           | Руслан Перехода                    | 3:43,61      | 50           | Завершил выступление | Завершил выступление | Завершил выступление | Завершил выступление | Завершил выступление | Завершил выступление | Завершил выступление  | Завершил выступление  | 50             |
| Спринт           | Алексей Красовский                 | 4:35,08      | 81           | Завершил выступление | Завершил выступление | Завершил выступление | Завершил выступление | Завершил выступление | Завершил выступление | Завершил выступление  | Завершил выступление  | 81             |
| Командный спринт | Алексей Красовский Руслан Перехода | н/д          | н/д          | н/д                  | н/д                  | н/д                  | 2                    | 25:31,13             | 11                   | Завершили выступление | Завершили выступление | 20             |

Женщины
Дистанционные гонки
| Соревнование              | Спортсмены                                                               | Результат | Место |
| ------------------------- | ------------------------------------------------------------------------ | --------- | ----- |
| 10 км классическим стилем | Валентина Шевченко                                                       | 30:33,0   | 24    |
| 10 км классическим стилем | Татьяна Антипенко                                                        | 31:06,9   | 30    |
| 10 км классическим стилем | Екатерина Григоренко                                                     | 32:03,5   | 49    |
| 10 км классическим стилем | Марина Лисогор                                                           | 33:35,4   | 58    |
| Скиатлон 7,5+7,5 км       | Валентина Шевченко                                                       | 40:50,7   | 27    |
| Скиатлон 7,5+7,5 км       | Марина Анцибор                                                           | 42:42,5   | 48    |
| Скиатлон 7,5+7,5 км       | Екатерина Григоренко                                                     | 42:47,2   | 49    |
| Скиатлон 7,5+7,5 км       | Татьяна Антипенко                                                        | 43:40,3   | 52    |
| Масс-старт 30 км          | Валентина Шевченко                                                       | 1:12:42,6 | 14    |
| Масс-старт 30 км          | Марина Анцибор                                                           | 1:16:22,7 | 35    |
| Масс-старт 30 км          | Екатерина Григоренко                                                     | 1:17:53,0 | 38    |
| Эстафета 4×5 км           | Татьяна Антипенко Валентина Шевченко Марина Анцибор Екатерина Григоренко | 56:56,1   | 12    |

Спринт
| Соревнование     | Спортсмены                      | Квалификация | Квалификация | Четвертьфинал         | Четвертьфинал         | Четвертьфинал         | Полуфинал             | Полуфинал             | Полуфинал             | Финал                 | Финал                 | Итоговое место |
| Соревнование     | Спортсмены                      | Результат    | Место        | Заезд                 | Результат             | Место                 | Заезд                 | Результат             | Место                 | Результат             | Место                 | Итоговое место |
| ---------------- | ------------------------------- | ------------ | ------------ | --------------------- | --------------------- | --------------------- | --------------------- | --------------------- | --------------------- | --------------------- | --------------------- | -------------- |
| Спринт           | Марина Анцибор                  | 2:40,55      | 34           | Завершила выступление | Завершила выступление | Завершила выступление | Завершила выступление | Завершила выступление | Завершила выступление | Завершила выступление | Завершила выступление | 34             |
| Спринт           | Екатерина Сердюк                | 2:44,12      | 45           | Завершила выступление | Завершила выступление | Завершила выступление | Завершила выступление | Завершила выступление | Завершила выступление | Завершила выступление | Завершила выступление | 45             |
| Спринт           | Марина Лисогор                  | 2:53,22      | 58           | Завершила выступление | Завершила выступление | Завершила выступление | Завершила выступление | Завершила выступление | Завершила выступление | Завершила выступление | Завершила выступление | 58             |
| Командный спринт | Марина Лисогор Екатерина Сердюк | н/д          | н/д          | н/д                   | н/д                   | н/д                   | 2                     | DSQ                   | DSQ                   | Завершили выступление | Завершили выступление | —              |

### Санный спорт
Мужчины
| Соревнование | Спортсмены                         | 1 заезд   | 1 заезд | 2 заезд   | 2 заезд | 3 заезд   | 3 заезд | 4 заезд   | 4 заезд | Итоговый результат | Итоговое место |
| Соревнование | Спортсмены                         | Результат | Место   | Результат | Место   | Результат | Место   | Результат | Место   | Итоговый результат | Итоговое место |
| ------------ | ---------------------------------- | --------- | ------- | --------- | ------- | --------- | ------- | --------- | ------- | ------------------ | -------------- |
| Одиночки     | Андрей Кись                        | 53,533    | 30      | 53,358    | 28      | 53,046    | 29      | 52,859    | 28      | 3:32,796           | 28             |
| Одиночки     | Андрей Мандзий                     | 53,653    | 33      | 53,660    | 32      | 53,227    | 32      | 53,062    | 30      | 3:33,602           | 31             |
| Двойки       | Александр Оболончик Роман Захаркив | 51,795    | 19      | 51,233    | 16      | н/д       | н/д     | н/д       | н/д     | 1:43,028           | 17             |

Женщины
| Соревнование | Спортсмены    | 1 заезд   | 1 заезд | 2 заезд   | 2 заезд | 3 заезд   | 3 заезд | 4 заезд   | 4 заезд | Итоговый результат | Итоговое место |
| Соревнование | Спортсмены    | Результат | Место   | Результат | Место   | Результат | Место   | Результат | Место   | Итоговый результат | Итоговое место |
| ------------ | ------------- | --------- | ------- | --------- | ------- | --------- | ------- | --------- | ------- | ------------------ | -------------- |
| Одиночки     | Алена Стецкив | 52,064    | 28      | 51,553    | 26      | 51,991    | 28      | 51,889    | 26      | 3:27,497           | 26             |
| Одиночки     | Алена Шхумова | 51,211    | 18      | 51,092    | 19      | 51,128    | 17      | 1:01,416  | 31      | 3:34,847           | 31             |

Смешанные команды
| Соревнование | Спортсмены                                                     | Женщины   | Женщины | Мужчины   | Мужчины | Двойки    | Двойки | Итоговый результат | Итоговое место |
| Соревнование | Спортсмены                                                     | Результат | Место   | Результат | Место   | Результат | Место  | Итоговый результат | Итоговое место |
| ------------ | -------------------------------------------------------------- | --------- | ------- | --------- | ------- | --------- | ------ | ------------------ | -------------- |
| Эстафета     | Алена Шхумова Андрей Кись Александр Оболончик / Роман Захаркив | 55,671    | 10      | 56,882    | 10      | 58,502    | 12     | 2:51,055           | 11             |

### Сноуборд
Параллельный гигантский слалом
| Соревнование | Спортсмены      | Квалификация | Квалификация | Квалификация | Квалификация | 1/8 финала            | Четвертьфинал         | Полуфинал             | Финал                 | Финал                 | Место |
| Соревнование | Спортсмены      | 1 спуск      | 2 спуск      | Всего        | Место        | Соперник Результат    | Соперник Результат    | Соперник Результат    | Название              | Соперник Результат    | Место |
| ------------ | --------------- | ------------ | ------------ | ------------ | ------------ | --------------------- | --------------------- | --------------------- | --------------------- | --------------------- | ----- |
| Мужчины      | Иосиф Пеняк     | 51,43        | 49,71        | 1:41,14      | 23           | Завершил выступление  | Завершил выступление  | Завершил выступление  | Завершил выступление  | Завершил выступление  | 23    |
| Женщины      | Аннамари Чундак | 56,10        | 57,61        | 1:53,71      | 21           | Завершила выступление | Завершила выступление | Завершила выступление | Завершила выступление | Завершила выступление | 21    |

Параллельный слалом
| Соревнование | Спортсмены      | Квалификация | Квалификация | Квалификация | Квалификация | 1/8 финала            | Четвертьфинал         | Полуфинал             | Финал                 | Финал                 | Место |
| Соревнование | Спортсмены      | 1 спуск      | 2 спуск      | Всего        | Место        | Соперник Результат    | Соперник Результат    | Соперник Результат    | Название              | Соперник Результат    | Место |
| ------------ | --------------- | ------------ | ------------ | ------------ | ------------ | --------------------- | --------------------- | --------------------- | --------------------- | --------------------- | ----- |
| Мужчины      | Иосиф Пеняк     | 29,31        | 30,86        | 1:00,17      | 19           | Завершил выступление  | Завершил выступление  | Завершил выступление  | Завершил выступление  | Завершил выступление  | 19    |
| Женщины      | Аннамари Чундак | 33,25        | 32,51        | 1:05,76      | 21           | Завершила выступление | Завершила выступление | Завершила выступление | Завершила выступление | Завершила выступление | 21    |

### Фигурное катание
| Соревнование              | Спортсмены                        | Короткая программа | Короткая программа | Произвольная программа | Произвольная программа | Всего        | Всего |
| Соревнование              | Спортсмены                        | Сумма баллов       | Место              | Сумма баллов           | Место                  | Сумма баллов | Место |
| ------------------------- | --------------------------------- | ------------------ | ------------------ | ---------------------- | ---------------------- | ------------ | ----- |
| Мужское одиночное катание | Яков Годорожа                     | 62,65              | 21                 | 119,54                 | 19                     | 182,19       | 20    |
| Женское одиночное катание | Наталья Попова                    | 47,42              | 28                 | Завершила выступление  | Завершила выступление  | 47,42        | 28    |
| Парное катание            | Юлия Лаврентьева / Юрий Рудик     | 44,30              | 20                 | Завершили выступление  | Завершили выступление  | 44,30        | 20    |
| Танцы на льду             | Шивон Хикин-Кенеди / Дмитрий Дунь | 41,90              | 24                 | Завершили выступление  | Завершили выступление  | 41,90        | 24    |

Командные соревнования
| Соревнование           | Спортсмены                                                                                   | Короткая программа     | Короткая программа     | Короткая программа     | Короткая программа     | Произвольная программа | Произвольная программа | Произвольная программа | Произвольная программа | Всего     | Всего |
| Соревнование           | Спортсмены                                                                                   | Мужчины                | Женщины                | Пары                   | Танцы                  | Мужчины                | Женщины                | Пары                   | Танцы                  | Результат | Место |
| ---------------------- | -------------------------------------------------------------------------------------------- | ---------------------- | ---------------------- | ---------------------- | ---------------------- | ---------------------- | ---------------------- | ---------------------- | ---------------------- | --------- | ----- |
| Командные соревнования | Яков Годорожа Наталья Попова Юлия Лаврентьева / Юрий Рудик Шивон Хикин-Кенеди / Дмитрий Дунь | 60,51 8-е место 3 очка | 53,44 8-е место 3 очка | 46,34 9-е место 2 очка | 49,19 9-е место 2 очка | Завершили выступление  | Завершили выступление  | Завершили выступление  | Завершили выступление  | 10 очков  | 9     |

### Фристайл
Акробатика
| Соревнование | Спортсмены          | Квалификация 1 | Квалификация 1 | Квалификация 2 | Квалификация 2 | Финал 1               | Финал 1               | Финал 2               | Финал 2               | Финал 3               | Финал 3               | Итоговое место |
| Соревнование | Спортсмены          | Очки           | Место          | Очки           | Место          | Очки                  | Место                 | Очки                  | Место                 | Очки                  | Место                 | Итоговое место |
| ------------ | ------------------- | -------------- | -------------- | -------------- | -------------- | --------------------- | --------------------- | --------------------- | --------------------- | --------------------- | --------------------- | -------------- |
| Мужчины      | Александр Абраменко | 109,50         | 6              | Не участвовал  | Не участвовал  | 119,03                | 3                     | 113,12                | 6                     | Завершил выступление  | Завершил выступление  | 6              |
| Мужчины      | Николай Пуздерко    | 98,41          | 12             | 77,88          | 14             | Завершил выступление  | Завершил выступление  | Завершил выступление  | Завершил выступление  | Завершил выступление  | Завершил выступление  | 20             |
| Женщины      | Ольга Полюк         | 70,76          | 12             | 74,97          | 9              | Завершила выступление | Завершила выступление | Завершила выступление | Завершила выступление | Завершила выступление | Завершила выступление | 15             |
| Женщины      | Анастасия Новосад   | 56,84          | 18             | 74,34          | 10             | Завершила выступление | Завершила выступление | Завершила выступление | Завершила выступление | Завершила выступление | Завершила выступление | 16             |
| Женщины      | Надежда Мохнацкая   | 52,44          | 19             | 69,31          | 11             | Завершила выступление | Завершила выступление | Завершила выступление | Завершила выступление | Завершила выступление | Завершила выступление | 17             |
| Женщины      | Надежда Диденко     | DNS            | DNS            | DNS            | DNS            | Завершила выступление | Завершила выступление | Завершила выступление | Завершила выступление | Завершила выступление | Завершила выступление | —              |

### Шорт-трек
Женщины
| Соревнование | Спортсмены    | Отборочный раунд | Отборочный раунд | Отборочный раунд | Четвертьфинал         | Четвертьфинал         | Четвертьфинал         | Полуфинал             | Полуфинал             | Полуфинал             | Финал                 | Финал                 | Финал                 | Итоговое место |
| Соревнование | Спортсмены    | Забег            | Результат        | Место            | Забег                 | Результат             | Место                 | Забег                 | Результат             | Место                 | Название              | Результат             | Место                 | Итоговое место |
| ------------ | ------------- | ---------------- | ---------------- | ---------------- | --------------------- | --------------------- | --------------------- | --------------------- | --------------------- | --------------------- | --------------------- | --------------------- | --------------------- | -------------- |
| 1000 метров  | София Власова | 3                | 1:32,495         | 4                | Завершила выступление | Завершила выступление | Завершила выступление | Завершила выступление | Завершила выступление | Завершила выступление | Завершила выступление | Завершила выступление | Завершила выступление | 26             |

### Протесты украинских спортсменов
События, происходившие зимой 2013—2014 годов на Украине, не могли не отразиться на участии сборной этой страны в Играх. Так, 19 февраля, спустя всего день после кровавых столкновений в Киеве, общественное движение «Мы — европейцы» обратилось к украинским олимпийцам с призывом прекратить участие в Олимпиаде «в знак солидарности с народом Украины, разделяя траур по погибшим». Спортсмены выразили свои соболезнования семьям погибших в открытом письме, а также обратились в МОК с просьбой надеть траурные повязки, но получили отказ.
Первой о своём отказе от дальнейшего участия в Играх объявила лыжница Богдана Мацёцкая, связав это с протестом против действий президента Виктора Януковича. Об этом на своей странице в Фейсбуке написал её отец и тренер Олег: «Мы, члены Национальной олимпийской сборной команды Украины: Мацёцкая Богдана и Мацёцкий Олег, крайне возмущены последними действиями президента Украины Виктора Януковича, который вместо того, чтобы решить конфликт переговорами с Майданом (на что мы до конца надеялись, уезжая на Олимпийские Игры в Сочи), потопил самые последние надежды украинцев в крови, нарушив при этом извечный принцип Олимпийских Игр — мир во время проведения. В знак солидарности с борцами на баррикадах Майдана, и в знак протеста против бандита-президента и его холуйского правительства, мы отказываемся от дальнейшего выступления на Олимпийских Играх в Сочи 2014 года. Вечная память павшим героям за Волю Украины! Слава Украине и её Героям!!!»
Также в этот же день украинская женская команда по лыжным гонкам (Марина Лисогор и Екатерина Сердюк) не стартовала в командном спринте классическим стилем. Спортсменки хотели участвовать в гонке с траурными ленточками в память о погибших на Евромайдане, но МОК запретил им вносить изменения в экипировку, из-за чего они отказались выходить на старт.